# Віндрей
Віндре́й (рос. Виндрей, ерз. Виндрей) — село у складі Торбеєвського району Мордовії, Росія. Адміністративний центр та єдиний населений пункт Віндрейського сільського поселення.
Населення — 444 особи (2010; 512 у 2002).
Національний склад станом на 2002 рік:
- росіяни — 68 %
- мордва — 30 %

У селі народився Герой Радянського Союзу, маршал Ахромеєв Сергій Федорович (1923-1991).